# Carpelan
Carpelan är en friherrlig ätt med rötter i Finland. Ätten finns inskriven på både Finlands riddarhus och föreningen Riddarhuset. Namnet uttalas 'karpelan'. I Finland fortlever en friherrlig gren, och i Sverige fortlever både den adliga och den friherrliga grenen.

## Historia
Ätten Carpelan är en gammal adlig släkt med sina rötter i Finland. Den härstammar på mödernet från den gamla frälsesläkten Karpalainen. 
Påvel Karpelain erhöll bekräftelse på sitt adelskap 1407 av Erik av Pommern. Frälsebrevet, som är ett av de äldsta i Sverige, förvaras på Riksarkivet i Stockholm.
1434 i Åbo förde Peder Påvelsson Karpelain samma vapen som den ätt som senare kallas Stiernkors efter vapnet med en delad sköld, med ett kors i övre delen, och en sexuddig stjärna i den undre delen, när han beseglar ett medeltidsbrev. 
Påvel Karpelains ätt utslocknade på svärdssidan redan med dennes son son väpnaren Thord Karpelain till Vias och Vuorenpää i Tövsala socken. Thord och hans hustru Catharina Andersdotter (Lindelöf) efterlämnade flera döttrar, av vilka Anna Thordsdotter gifte sig med Michael (Remigii) till Niinijoensuu, son till Reimar (Remar), vilken ägde två gods i Niinijoensuu i Loimijoki (nuvarande Alastaro) socken, och från vilken de nu levande adliga och friherrliga ätterna härstammar.
Deras son Michael Michaelis Karpelain som var kyrkoherde i Tövsala, upptog moderns släktnamn och vapen, och dennes sonson Lars Carpelan blev år 1625 introducerad vid riddarhusets instiftande.

## Friherrliga ätten Carpelan
Generallöjtnanten Wilhelm Carpelan (1700–1788) och hans brorson Carl Efraim Carpelan (1732–1819) upphöjdes den 15 oktober 1771 i friherrlig värdighet och introducerades på Riddarhuset den 9 maj 1776, som friherrlig ätt nummer 281. Ätten inskrevs den 28 januari 1818 på Finlands riddarhus under nummer 19 bland friherrar och fortlever i Finland, däribland huvudmannagrenen, och i USA.
Den upptagna äldre grenen har den 5 november 1948 återvunnit representationsrätt på Sveriges riddarhus, den yngre grenen den 23 november 1954. Friherrebrevet i original förvaras i Finlands riddarhus.

## Medlemmar i urval
- Axel Carpelan (1858–1919), finländsk musiker
- Bo Carpelan (1926–2011), finländsk författare
- Carl Efraim Carpelan (1732–1819), överstelöjtnant
- Johan Fredrik Carpelan (1745–1808), landshövding i Göteborgs och Bohus län (1800–1808) och generallöjtnant (1808)
- Fredrik Wilhelm Carpelan (1778–1829), överpostdirektör
- Karl Johan Carpelan (1811–1893), finländsk ämbetsman
- Simon Wilhelm Carpelan (1731–1814), landshövding i Savolax och Karelens län (1786–1791 samt 1809–1810)
- Tor Carpelan (1867–1960), finländsk genealog
- Wilhelm Maximilian Carpelan (1787–1830), överstelöjtnant, kartograf och gravör
- Wilhelm Carpelan (1700–1788), generallöjtnant